# رأی دادن با پا
رأی دادن با پا (انگلیسی: Foot voting) نظریه ای ایست در حوزهٔ انتخابات‌پژوهی که بیان می‌کند برخی از افراد جامعه اعلام رای و نظر سیاسی یا اجتماعی خود را نه از شیوهٔ مرسوم شرکت در انتخابات و رای دادن، بلکه از طریق از حضور یا عدم حضور در یک مکان یا جغرافیای خاص، همین‌طور نقل مکان کردن، مثلاً مهاجرت داخلی اعلام می‌کنند. این نظریه که اولین بار توسط ایلیا سومین (Ilya Somin) ارائه شده، به مهاجرت داخلی (در مقابل مهاجرت برون مرزی) اختصاص دارد.